# 辛普森山
辛普森山（Mount Simpson）是南極洲的山峰，位於埃爾斯沃思地的瑟斯頓島，屬於沃克山脈的一部分，根據美國海軍的空中照片被繪入地圖。
 本条目引用的公有领域材料来自美国地质调查局的文档 《辛普森山》 （資料來自地名信息系统）。